# Bonahouin
Bonahouin est une localité du sud de la Côte d'Ivoire, située dans la Région de la Mé, dans le département d'Akoupé et dans la Sous-préfecture de Bécouefin. La localité de Bonahouin est chef-lieu de commune.